# ジュリアノーヴァ
ジュリアノーヴァ（イタリア語: Giulianova）は、イタリア共和国アブルッツォ州テーラモ県にある、人口約24,000人の基礎自治体（コムーネ）。

## 地理

### 位置・広がり

#### 隣接コムーネ
隣接するコムーネは以下の通り。
- モシャーノ・サンタンジェロ
- ロゼート・デッリ・アブルッツィ
- トルトレート

## 行政

### 分離集落
ジュリアノーヴァには、以下の分離集落（フラツィオーネ）がある。
- Case di Trento, Colleranesco, Villa Volpe